# Bebedouro (Schiff)
Die Bebedouro war ein 1986 in Dienst gestellter Fruchtsafttanker. Das Schiff wurde vorwiegend im Atlantik eingesetzt und 2013 abgebrochen.

## Geschichte
Der Fruchtsafttanker wurde 1986 von Hyundai Heavy Industries Co. an Tradax Ozean Transport, Genf, abgeliefert und unter liberianischen Flagge in Dienst gestellt. Das Unternehmen gehört zur Cargill-Gruppe, die im Jahr 1865 von William Wallace Cargill in Conover, Iowa, USA, gegründet wurde.
Die Bebedouro erhielt den Namen vom 1982 in Norwegen zum Fruchtsafttanker umgebauten Frachter Bebedouro (IMO-Nr. 7436648), der daraufhin in Uchoa umbenannt wurde. Später wurde das Schiff mit zusätzlichen Tanks an Deck ausgestattet, wodurch sich die Vermessung von 10.195 auf 11.150 BRT erhöhte. Die Bebedouro wurde 1992 an OSM Maritime Services in Hongkong und 2002 an OSM Group in Arendal, Norwegen, verkauft. Das Management wurde 1995 an Acomar (UK), Glasgow, 2001 an V.Ships UK und 2005 an Atlanship, La Tour-de-Peilz, Schweiz, übertragen. 
2013 wurde der Fruchtsafttanker zum Abbruch verkauft und in der Türkei verschrottet.

## Schiffsbeschreibung
Der Fruchtsafttanker Bebeduro wurde wie ein typisches Kühlschiff ohne Zwischendecks mit hohen Laderäumen gebaut, in denen sich die Edelstahltanks für die Ladung befanden. Die Außenhaut, der Boden, das Wetterdeck und die Querschotten der Laderäume waren isoliert und die Laderäume wurden gekühlt. Das Brückenhaus und der Maschinenraum befanden sich achtern.
Das Schiff wurde vorwiegend zum Transport von Orangensaft von Südamerika nach Europa und in die USA eingesetzt.  